# Montù Beccaria

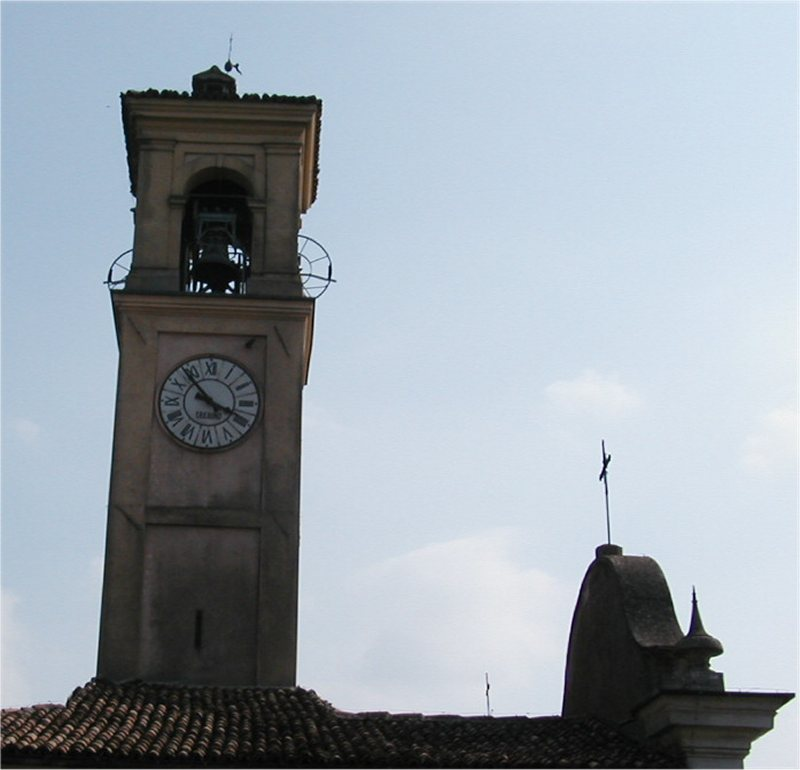
Campanile von Montù Beccaria

Montù Beccaria ist eine norditalienische Gemeinde (comune) mit 1609 Einwohnern (Stand 31. Dezember 2023) in der Provinz Pavia in der Lombardei. Die Gemeinde liegt etwa 21 Kilometer südöstlich von Pavia in der Oltrepò Pavese und gehört zur Comunità Montana Oltrepò Pavese.
Die Versa bildet die westliche Gemeindegrenze.